# Limnosipanea spruceana
Limnosipanea spruceana är en måreväxtart som beskrevs av Joseph Dalton Hooker. Limnosipanea spruceana ingår i släktet Limnosipanea och familjen måreväxter. Inga underarter finns listade i Catalogue of Life.